# لی اف کولیجانوف

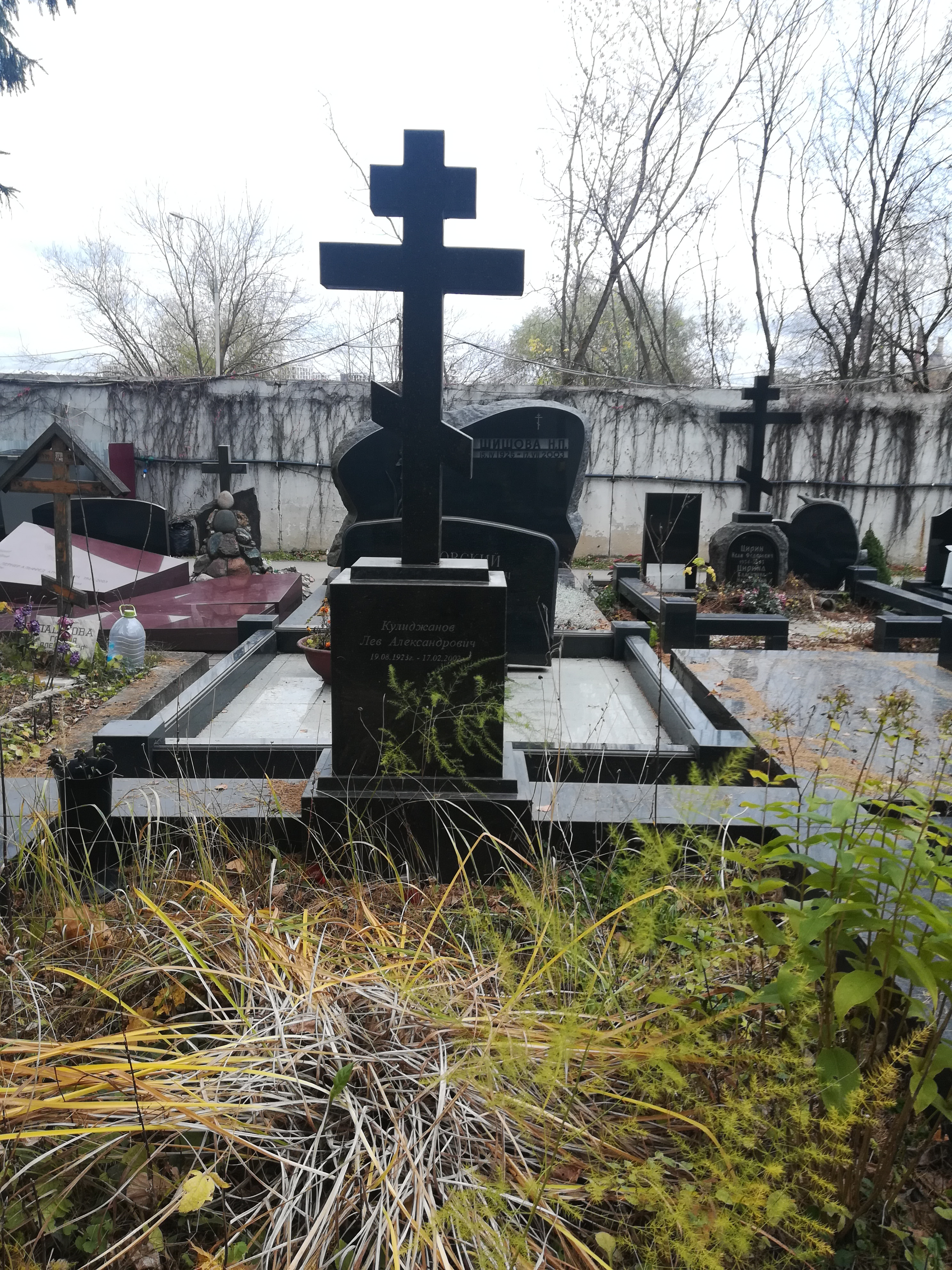
مقبره کولیجانوف

لی اف کولیجانوف (روسی: Лев Александрович Кулиджанов؛ ۱۹ مارس ۱۹۲۴ – ۱۸ فوریهٔ ۲۰۰۲) نمایشنامه نویس، کارگردان و آموزگار مؤسسه سینمایی گراسیموف کشور شوراها بود. . رئیس اتحادیه سینماگران اتحاد جماهیر شوروی (۱۹۶۵–۱۹۸۶) و برنده جایزه هنرمند مردمی اتحاد جماهیر شوروی در سال ۱۹۷۶ بود؛ و در مجموع دوازده فیلم مابین سالهای ۱۹۵۴ و ۱۹۹۴ ساخت.
از فیلم‌های معروف او می‌توان به جنایت و مکافات اثر فئودور داستایفسکی اشاره کرد.